# Gene Norman
Gene Norman, eigentlich Eugene Abraham Nabatoff,  (* 22. Januar 1922 in Brooklyn, New York City; † 2. November 2015) war ein US-amerikanischer Konzertagent, Plattenproduzent sowie Jazz- und Blues-Impresario.

## Leben
Gene Norman war ab den 1940er Jahren als Radio Disc Jockey und Jazz Promoter in Los Angeles bekannt. Er besaß in Hollywood den bekannten Jazzclub Crescendo am Sunset Strip und war ein populärer Moderator für Radio KFWB. Er folgte dem Vorbild von Norman Granz, der früher bei ihm angestellt war, und präsentierte nach dem Vorbild von dessen Jazz at the Philharmonic Konzerten ab 1947 „Just Jazz“ Konzerte (zuerst im Civic Auditorium Pasadena). Dabei kam es zu so bekannten Aufnahmen wie „Star Dust“ mit Lionel Hampton 1947 und der Woody Herman Band 1949. Die Aufnahmen erschienen in seinem eigenen Label GNP Records, später GNP Crescendo Records (GNP für „Gene Norman Presents“), aber auch bei Decca und Modern. Auf seinem GNP-Label veröffentlichte Norman in den 1950er Jahren auch bekannte Jazzmusiker wie Dizzy Gillespie, Gerry Mulligan, das Max Roach/Clifford Brown Quintett. Norman veranstaltete auch jährliche Dixieland Jubilee und Blues Jubilee Konzerte, von denen er ebenfalls Mitschnitte veröffentlichte.